# 圆塔
圆塔（丹麦语: Rundetårn，旧式拼法：Rundetaarn）是丹麦哥本哈根的17世纪的塔。圆塔是三一教堂的一部分，建设他们是为了给当时的学者提供一个天文台、一个学生教堂和一个大学图书馆.

## 發展

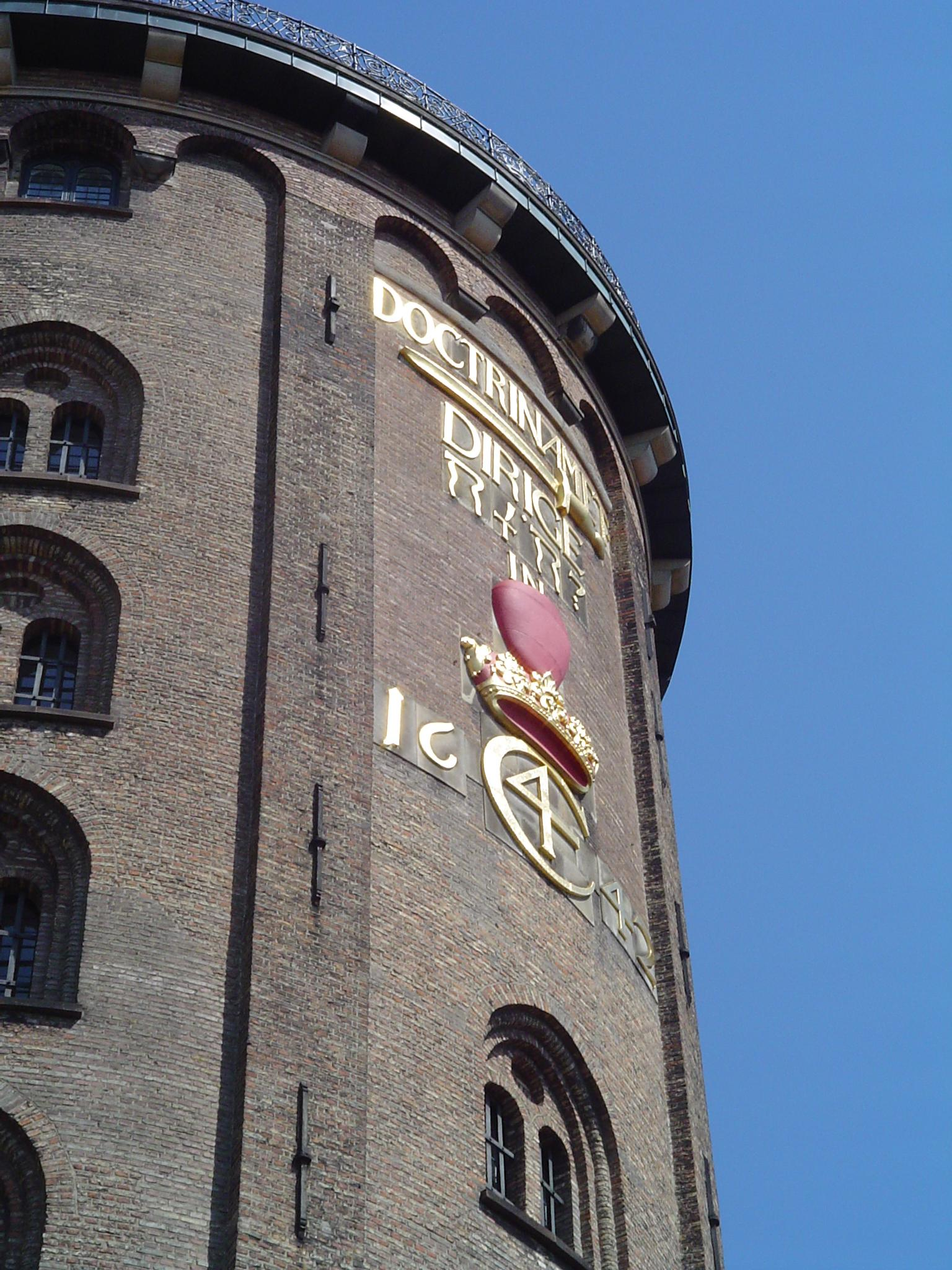
圆塔上的inscription

### 歷史背景
17世紀，天文學蓬勃發展。由於國際之間爭奪殖民地的原因，促成了精準的航海和天文技術的發展。許多天文台紛紛建立，第一座天文台於1632年建立。1637年圓塔開始建造。

### 藍圖和施工
第谷·布拉赫 離開人世後，克里森·索倫森·隆戈蒙塔努斯 成為天文學家新秀，並成為哥本哈根大學的第一個天文學教授。克里森建議國王興建圓塔，以取代在第谷於1601年死後而拆除的Stjerneborg。起初，克里森最初的提議是將圓塔建造在Solbjerget（現今的 Valby Bakke）山上。但是此時大學內正好再進行圖書館和教堂建案，於是將圓塔納入建案當中。圆塔是建筑师 Hans van Steenwinckel the Younger应国王克里斯蒂安四世的要求而設計 。 1637年,7月7日奠基，並于1642年完工。三一教堂於1656年建立，1657年建立圖書館。天文台(欧洲最早期用的)和图书馆由哥本哈根大学使用至1861年。天文学家奥勒·罗默 (1644-1710)和Peder Horrebow (1679-1764)、第谷都用过它。

## 建筑
除了台阶，独特的绕塔七转半的螺旋走廊也通向离街34.8米的塔顶，那里有天文台和一个小型天象厅。走廊也通向教堂和图书馆，这种设计对于允许马和马车到达图书馆运送书籍是必要的。

## 相关衍生文化
- 安徒生童话《打火匣》中，三只狗中最大的那只眼睛有哥本哈根的圆塔那么大。
- 为了纪念圆塔，第5505号小行星以“圆塔”命名：小行星5505。
- 在丹麦，建筑的高度常与圆塔的高度做比较。
- 丹麦语中的一个常用短语是 "Hvad er jøjest, Rundetårn eller et nedbrud af torden?" ，通常用来讨论对方尝试比较无可比较的量（参见苹果和桔子）。
- 沙皇彼得大帝1702年访问哥本哈根时在马背上进入走廊 ，第一辆进入走廊的机械化车辆则是一辆Beaufort。

螺旋走廊在欧洲建筑中不同寻常。209米长的螺旋走廊绕着塔内侧盘旋上升，七圈半之后到达塔顶，也是塔内各个部分连接的通道。
圆塔是欧洲仍在使用中的最古老的天文台。它由哥本哈根大学使用直至 1861年。现在，天文台依然在晴朗的夜晚面对市民开放，人们可以登上圆塔顶端使用现存欧洲最古老的天文台观测星空。白天，天文台不开放，人们可以通过顶楼的天台瞭望哥本哈根全城的建筑，瞭望台的各个方向悬挂有指示远处建筑物的地图。